# Siły Powietrzno-Kosmiczne Federacji Rosyjskiej
Siły Powietrzno-Kosmiczne Sił Zbrojnych Federacji Rosyjskiej (ros. Воздушно-космические силы Вооружённых сил Российской Федерации, ВКC ВС России, do 2011 pn. Wojska Kosmiczne ros. Космические войска России) – jeden z trzech podstawowych rodzajów Sił Zbrojnych Federacji Rosyjskiej (obok Wojsk Lądowych i Marynarki Wojennej).

## Charakterystyka
Zostały powołane 1 grudnia 2011 roku. W ich skład weszły struktury funkcjonujących wcześniej Wojsk Kosmicznych i Wojskowych Sił Powietrznych oraz Wojska Obrony Przeciwlotniczej i Wojska Obrony Przeciwrakietowej .
Ich głównymi zadaniami są:
- Obrona antybalistyczna;
- Informowanie władz państwowych i wojskowych o zagrożeniach płynących z kosmosu, m.in. działalności wrogich satelitów i statków szpiegowskich, zagrożeniu pociskami balistycznymi;
- Budowa, dowodzenie oraz kontrola nad satelitami i statkami kosmicznymi.

Były minister obrony Igor Siergiejew, który był generałem armii Sił Kosmicznych, był jedyną osobą posiadającą rangę marszałka Federacji Rosyjskiej. Aktualnie (od 2017) dowódcą jest gen. armii Siergiej Surowikin.

## Skład
Struktura
W skład Sił Powietrzno-Kosmicznych wchodzą: brygada, 29 pułków i 46 eskadr lotnictwa różnego przeznaczenia oraz jednostki obrony przeciwlotniczej. Lotnictwo składa się z: 8 eskadr bombowych, 7 pułków i 3 eskadr myśliwskich, 3 pułków myśliwsko-szturmowych, 5 pułków i 3 eskadr szturmowych, pułku szturmowo-rozpoznawczego, eskadry walki radioelektronicznej, 2 pułków i eskadry rozpoznawczej, eskadry wczesnego ostrzegania, eskadry tankowania powietrznego, 11 pułków i eskadry lotnictwa transportowego, brygady i 10 eskadr śmigłowców uderzeniowych oraz 17 eskadr śmigłowców transportowych.
W 2018 siły powietrzno-kosmiczne liczyły 145000 żołnierzy. Posiadały na wyposażeniu: 1090 samolotów oraz 669 śmigłowców. W skład obrony przeciwlotniczej wchodzi 8 dowództw dywizji przeciwlotniczych i odporządkowane im 23 pułki rakiet przeciwlotniczych, które łącznie są wyposażone w 560 rakietowych zestawów przeciwlotniczych. Ponadto w wyposażeniu SPK znajduje się: 80 satelitów, 12 radarów, 270 przeciwlotniczych samobieżnych zestawów rakietowych, 100 przeciwbalistycznych zestawów rakietowych oraz radarowy system wykrywania rakiet balistycznych
Ze względu na specyfikę realizowanych zadań w ich składzie SPK funkcjonuje także wiele wyspecjalizowanych oddziałów, w tym przeznaczone do: walki elektronicznej, komunikacji, wsparcia inżynieryjno-technicznego i systemów automatyki oraz wsparcia logistycznego i ochrony wojsk. Pod względem naukowym są wspierane przez wyodrębnione instytucje edukacyjne i ośrodki badawcze.
Rodzaje wojsk
Wojskowe Siły Powietrzne

Siły Powietrzne Federacji Rosyjskiej zostały utworzone  w 1997 na bazie Sił Obrony Powietrznej i jednostek Sił Powietrznych. Pod względem organizacyjnym początkowo w ich skład wchodziła:
- 37 Armia Lotnictwa Dalekiego Zasięgu,
- 61 Armia Lotnictwa Transportowego
- cztery armie i dwa korpusów sił powietrznych i obrony powietrznej[d].

W 2003  liczyły 184600 żołnierzy. Na ich wyposażeniu znajdowało się  2150 samolotów bojowych, ponad 1700 samolotów szkolnych oraz 258 śmigłowców. Nowoczesne samoloty i śmigłowce stanowiły jedynie około 21% ogółu wyposażenia bojowego, a średni procent sprawności technicznej wynosił 61%. Około 80% statków powietrznych eksploatowano kosztem przedłużania resursów przydatności do użytku. W 2015  SP weszły w skład sił powietrzno-kosmicznych
Wojska Kosmiczne;
 
 Wojska Obrony Powietrznej i Przeciwrakietowej .

## Dowództwo
- dowódca generał armii Siergiej Surowikin[1] .